# Metate

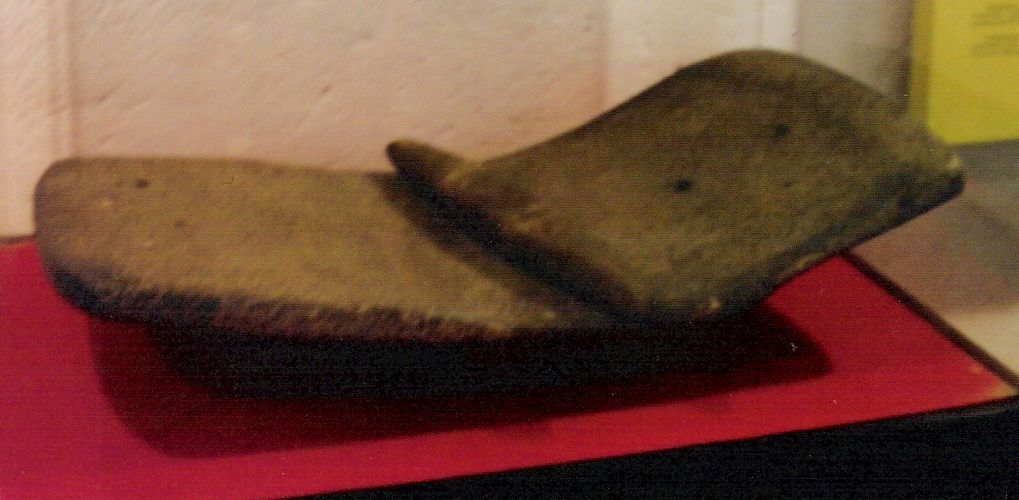
Metate precolombí, que es troba actualment en el museu de la reserva antropològica de Cuicuilco, al Districte Federal, de Mèxic.

El Metate (del náhuatl métlatl ) és el nom que rep a Llatinoamèrica i, en especial, a Mèxic un morter de pedra tallada de forma rectangular. El metate es compon de dos elements, la planxa rectangular per moldre anomenada normalment metate i una altra peça cilíndrica, també de pedra, amb extrems de menor diàmetre per poder agafar amb seguretat conegut com a metlapilli, mà de metate o "fill del metate ", el qual es fa servir contra el metate per moldre els grans o un altre element pressionant entre ambdós per trencar el gra. Pot trobar-se en diferents mides, alguns mesuren pocs centímetres i altres arriben a mesurar més d'un metre de llarg.